# 阿尔伯特 (猴子)
阿尔伯特也是爱因斯坦的名字，请参阅阿尔伯特·爱因斯坦
阿尔伯特（出生年月不详，1948年6月11日逝世），是世界上第一名猴航天员。
阿尔伯特是一只恒河猴，1948年6月11日乘坐美国的V2火箭升空，但仅飞至39英里（63公里）未达到卡门线便飞行失利，而牠被推定在飞行期间就窒息而死。

## 参阅
- 阿尔伯特二世 - 世界上第一名进入太空的猴子